# Ponto por Ponto
Ponto por Ponto foi um magazine de informação transmitida entre 1986 e 1994, e apresentado por Raul Durão. Terminou em 1994, sendo substituído pelo magazine Boa Tarde. Ao longo da sua história, alternou a sua emissão entre a RTP1 e a RTP2.
Consistia num magazine de informação e cultura, que também contava com convidados em estúdio, para a realização de entrevistas. Tinha rubricas, como jogos de computador, apresentado por Paulo Dimas, nutrição, apresentado por João Governo, trânsito, apresentado por Mário Gonzaga Ribeiro, criminalidade, apresentado por Artur Varatojo, e cinema, apresentado por Vasco Brilhante.